# اچ‌ام‌اس ریچموند (۱۷۵۷)

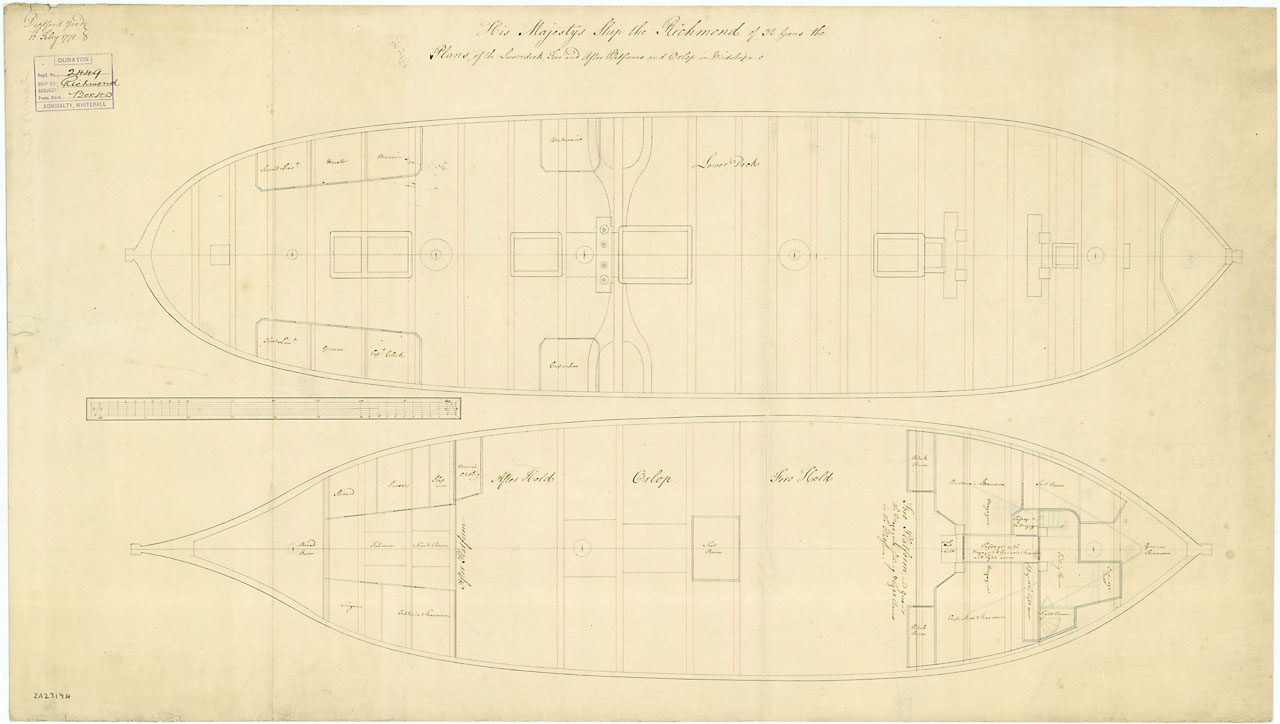
نقاشی از اچ‌ام‌اس ریچموند (۱۷۵۷)

اچ‌ام‌اس ریچموند (۱۷۵۷) (به انگلیسی: HMS Richmond (1757)) یک کشتی بود که طول آن ۱۲۷ فوت ۱٫۵ اینچ (۳۸٫۷۴۸ متر) بود. این کشتی در سال ۱۷۵۷ ساخته شد.